# 가나쿠보 사이
가나쿠보 사이(일본어: 金久保 彩, 1989년 1월 11일~)는 일본의 축구 선수이다.

## 구단 경력
그는 2011년 J2리그의 미토 홀리호크에 입단했다. 2013년 V-파렌 나가사키로 이적했다. 2014년까지 43경기에 출전하여, 7득점을 넣었다. 2015년 J3리그의 AC 나가노 파르세이루로 이적했다. 2016년 7월 가고시마 유나이티드 FC로 이적했다. 2017년부터 2019년까지 일본 풋볼 리그의 가고시마 유나이티드 FC와 나라 클럽에서 뛰었다.